# 劉施
馆陶公主（?—?），刘施，西汉汉宣帝长女，母親華婕妤，後母霍成君，汉成帝姑姑。

## 生平
馆陶公主之母華婕妤和淮阳宪王刘钦母张婕妤、楚孝王刘嚣母卫婕妤都是受宣帝宠爱的妃嫔。刘施嫁给了丞相定國的儿子永。

## 母
華婕妤，受宣帝宠爱。霍成君被废后，汉宣帝为了巩固太子刘奭的地位，没有立生下子女的華婕妤、张婕妤、卫婕妤为皇后，而是立没有子女的王婕妤为皇后。